# TOM G
TOM G （トムジー、1969年10月20日 - ）は福岡県を拠点に活動するフリー・ラジオパーソナリティ。本名・伊佐 智史（いさともふみ）。

## 来歴
福岡市西区出身。西南学院高校を経て西南学院大学文学部国際文化学科に進み、在籍中はアナウンスメント研究会で活動、大学祭のステージイベントなどを企画運営。1992年に卒業後、アメリカ・アイダホ州に3年間ラジオ留学し、1995年にボイシー州立大学コミュニケーション専攻卒業。
帰国後同年7月、FM福岡とKiss-FM KOBEでDJデビュー。2002年、FM大分と大分トリニータのスタジアムDJに起用されたことをきっかけに翌年活動の場を大分に移し、FM大分・CROSS FM・大分ケーブルテレコム・NOAS FMで番組を担当。しかしメインとしているラジオの仕事の関係で、2010年再び福岡へ戻る。以後は福岡・大分のラジオ局を中心に番組出演しているほか、各種イベントMC、披露宴司会・CMボイス・ナレーションなどを担当。
「TOM G」はアメリカ留学時代のニックネーム。家族はアナウンスメント研究会当時の先輩という妻と一男二女。大分在住時には大分県子育て支援課のプロジェクト・父親のための育児支援ブック編集委員、おおいた子ども・子育て応援県民会議委員に参加。ライフワークとして、宮澤賢治の童話を身体表現する「ものがたり文化の会」に所属している。
座右の銘は「裸一貫、マイク1本!」。LOVE FMでは"オールスタンディング"を謳い放送していた。

## 現在の活動
- TOM Gのミュージックライブラリー（ゆふいんラヂオ局）
- V.LEAGUE久光スプリングス・ホームゲームアリーナDJ
- ゆふいんラヂオ局「TOM GのMUSIC LIBRARY」金曜23時〜24時
- マークイズ福岡ももち館内ナレーションボイス（日・英）
- のこのしまアイランドパークPR大使／ステツク公式アンバサダー
- EBC福岡放送局副支局長、オンライン英会話講師

## 過去の出演番組等

### ラジオ
- 頑張ってユニバ!（FM福岡）
- 京セラマイシティトーク（FM福岡）
- Kiss Afternoon Break（Kiss-FM KOBE）
- GOOD MORNING KOBE（Kiss-FM KOBE）
- TU-KA SOUND EXPRESS（Kiss-FM KOBE）
- Kiss MORNINGBIX（Kiss-FM KOBE）
- Clubhouse Sound Radio（Kiss-FM KOBE）
- GOOD MORNING OITA（FM大分）
- A☆LIVE AFTER FIVE（FM大分）
- ホンダウィークエンドナビ（FM大分）
- Doo! MORNING（FM大分）
- SOUL TRIBE（CROSS FM）
- FRIDAY EXPRESS 999（NOAS FM）
- JUMP START SUNDAY（LOVE FM）
- The TIMES（LOVE FM）
- シネマフル・ライフ（FM福岡制作・九州FM局7局ネット）
- 女流棋士水町みゆの、まるで将棋だな（LOVE FM）
- music×serendipity（LOVE FM）
- 世界は夢であふれている ～昔気になってた夢の今をのぞいてみた～（LOVE FM）

### テレビ
- ブルスポEXPRESS（サンテレビ、2002年4月 - 2003年3月）
- OCTハニカムステーション（大分ケーブルテレコム）
- 天神日曜ビ!（TVQ九州放送、ナレーション）

### ゲーム
- 実況ワールドサッカー3（コナミデジタルエンタテインメント） - 実況ボイス

### スタジアムDJ・スタジアムMC
- Jリーグ・大分トリニータ（2002年 - 2009年）
  - JOMOオールスターサッカー選手紹介（2005年）
  - ヤマザキナビスコカップ（現YBCルヴァンカップ）決勝選手紹介（2008年）
- Jリーグ・ギラヴァンツ北九州（2011年 - 2016年[3]）
- Jリーグ・アビスパ福岡（2022年3月2日[4]）
- 福岡ヤフオク!ドームで開催の野球日本代表関連試合における英語アナウンス
  - WBSCプレミア12 侍ジャパン強化試合　対プエルトリコ戦（2015年11月5・6日）
  - 2017 ワールド・ベースボール・クラシック 侍ジャパン強化試合　対台湾戦（2017年2月28日）
- 楽天ジャパン・オープン・テニス選手権（2010年 - 2013年）
- ラグビー2013 HSBCアジア5カ国対抗第1戦　日本対フィリピン戦（2013年4月20日、レベルファイブスタジアム）
- 2013 なでしこリーグ第10節　INAC神戸レオネッサ対アルビレックス新潟レディース戦（2013年4月20日、うまかな・よかなスタジアム）
- 福岡市・ニュージーランド オークランド市 姉妹都市締結30周年記念親善試合 宗像サニックスブルース対オークランド代表戦（2017年8月5日、レベルファイブスタジアム）